# Tekken 6
Tekken 6 (japonsky: 鉄拳6) je bojová videohra z roku 2007, kterou vyvinula a vydala společnost Bandai Namco Games. Jedná se o šestý hlavní a celkově sedmý díl série Tekken. Na arkádách vyšla v listopadu 2007 jako první hra běžící na arkádové desce System 357 pro PlayStation 3. O rok později se hra dočkala aktualizace s podtitulem Bloodline Rebellion. V říjnu 2009 byla vydána verze založená na aktualizaci pro PlayStation 3 a Xbox 360. Bylo to poprvé, kdy byl hlavní díl vyroben pro jinou konzoli než Sony. Krátce poté byl vydán také port pro PlayStation Portable.

## Vývoj
Hru produkoval Katsuhiro Harada, který se snažil dodat soubojům strategický styl a zároveň zůstat věrný předchozím hrám série. Jednalo se o první hru Tekken s Haradou jako producentem. Nahradil dlouholetého producenta Hadžime Nakataniho z první hry, kde Harada začínal jako hlas a součást původního vývojářského týmu.

## Hratelnost a příběh
Tekken 6 zavádí nový systém Rage, který zvyšuje sílu hráčských postav, když se jejich zdraví sníží. Obsahuje také režim beat 'em up zaměřený na vojáka jménem Lars Alexandersson, který spolu se svými podřízenými vede státní převrat. Lars ztratí paměť při útoku proti speciálním jednotkám Mishima Zaibatsu Jin Kazamy a vydává se na cestu s robotem jménem Alisa Bosconovitch, aby zjistil svou identitu a mohl tak získat zpět předmět své mise. V tomto režimu kampaně může hráč získávat předměty plněním misí a vylepšovat různé oblasti síly libovolných postav, které se rozhodne ovládat.

## Ohlasy
Hra získala vesměs pozitivní recenze. Kritici chválili vizuální stránku a nové bojové mechanismy, ale měli smíšené názory na zpracování kampaně. Přesto byl port pro PSP dobře přijat i pro to, jak věrně se držel původních konzolových verzí.
Prodeje hry dosáhly celosvětově 3,5 milionu kopií. Později byla znovu vydána spolu se spin-offem Tekken Tag Tournament 2 a Soulcalibur V pro PlayStation 3. V roce 2015 bylo vydáno pokračování Tekken 7.